# Перкач (птах)
Перка́ч (Turdus turdoides) — вид горобцеподібних птахів родини дроздових (Turdidae). Ендемік острова Сулавесі в Індонезії.

## Опис
Перкач — птах середнього розміру з довгим дзьобом, короткими округлими крилами і міцними ногами. Голова і верхня частина тіла темно-оливково-коричневі, нижня частина тіла дещо світліша. Нижні покривні пера хвоста рудуваті. Над очима помітні чорні "брови". Дзьоб і лапи оранжеві.

## Таксономія
Таксономічне положення перкача залишалося невизначеним з моменту опису цього виду. Одні дослідники відносили його до родини Leiothrichidae, інші — до родини дроздових (Turdidae). З 2000-х років перкача за морфологічними ознаками зазвичай відносили до монотипового роду Перкач (Cataponera) в родині Turdidae. Однак молекулярно-філогенетичне дослідження, результати якого були опубліковані у 2022 році показало, що перкач наспраді є нетиповим представником роду Дрізд (Turdus) і належить до клади, що включає переважно немігруючих палеарктичних дроздів, однак не має близьких родчів. За результатами цього дослідження перкача булдо переведено до роду Turdus.

## Підвиди
Виділяють чотири підвиди:
- T. t. abditiva Riley, 1918 — північ центрального Сулавесі;
- T. t. tenebrosa Stresemann, 1938 — південь Сулавесі;
- T. t. turdoides Hartert, E, 1896 — південний захід Сулавесі;
- T. t. heinrichi Stresemann, 1938 — південний схід Сулавесі.

## Поширення і екологія
Перкачі є ендеміками Сулавесі. Вони живуть в тропічних гірських і хмарних лісах. Трапляються на висоті від 1100 до 2400 м над рівнем моря.

## Поведінка
Перкачі є рідкісними, малодослідженими птахами, які ведуть прихований спосіб життя. Вони живляться плодами і безхребетними. Шукають їжу в середньому і нижньому ярусі лісу, а також на землі під деревами.